# The Queen's Sister
The Queen's Sister (Brasil: A Irmã da Rainha ) é um telefilme britânico de 2005 dirigido por Simon Cellan Jones e estrelado por Lucy Cohu no papel da princesa Margarida do Reino Unido. O filme foi produzido pela Touchpaper Television, parte do grupo RDF Media, e transmitido pelo Channel 4. Foi lançado em DVD pela BBC vídeo.

## Sinopse
Um relato semi-ficcional da vida da princesa Margarida do Reino Unido (Lucy Cohu), a irmã mais nova da rainha Elizabeth II, de 1952 até meados dos anos 1970.

## Elenco
- Lucy Cohu ... Margarida do Reino Unido
- Toby Stephens ... Tony Armstrong-Jones
- David Threlfall ... Príncipe Philip
- Aden Gillett ... Peter Townsend
- Dominic Mafham ... Robin Douglas Home
- Simon Woods ... Roddy Llewellyn
- Alex Barclay ... Billy Wallace
- Edward Tudor-Pole ... Cecil Beaton
- Felicity Montagu ... Gillian Fleming
- James Wallace ... Sunny Blandford
- Caroline Harker ... Rachel Burke
- Sam Spiegel ... Professor Pierre Lavalle

## Recepção
No Rotten Tomatoes, o filme detém um índice de 46% de aprovação por parte da audiência, com uma nota média de 3,3 de 5.

## Prêmios e indicações
| Ano  | Prémio             | Categoria          | Indicado(a)        | Resultado |
| ---- | ------------------ | ------------------ | ------------------ | --------- |
| 2006 | BAFTA Awards       | Melhor Atriz       | Lucy Cohu          | Indicado  |
| 2006 | BAFTA Awards       | Melhor Drama Único | The Queen's Sister | Indicado  |
| 2006 | BAFTA Awards       | Melhor Figurino    |                    | Indicado  |
| 2006 | BAFTA Awards       | Melhor Diretor     | Simon Cellan Jones | Indicado  |
| 2006 | Emmy Internacional | Melhor Atriz       | Lucy Cohu          | Indicado  |